# Emine Semiye
Emine Semiye Önasya (Istanbul, 28 de març de 1864 - 1944), més coneguda com a Emine Semiye i Emine Vahide, va ser una escriptora turca i filla d'Ahmed Jevdet Paixà.

## Biografia
Era la segona filla d'Ahmed Jevdet Paixà i germana de Fatma Aliye. La seva mare era Adviye Ràbia Hanım. Emine Semiye va estudiar psicologia i sociologia a França i Suïssa durant set anys. Va ser una de les primeres dones otomanes musulmanes educades a Europa.
A partir de 1882, Emine Semiye va treballar com a mestre de turc i literatura a Istanbul i d'altres províncies. Va exercir com a inspectora a les escoles de nenes i com a auxiliar d'infermeria a l'Hospital Etfal (‘Hospital de nens' en turc otomà) de Şişli.
Els seus escrits sobre política i educació van ser publicats a diaris com Mütalaa, de Tessalònica, i Hanımlara mahsus Gazete (‘Diari de la Dona’) després de la declaració de la monarquia constitucional a 1908 (veure segona época constitucional). També va escriure un llibre de text de matemàtiques titulat Hulasa Ilm-i Hesap (‘Resum de la ciència aritmètica’) en 1893.
Les seves novel·les més conegudes són Sefalet [La pobresa] (1908) i Gayya Kuyusu [El forat de l'infern].
Emine Semiye, juntament amb la seva germana gran Fatma Aliye, va ser una figura significativa per al moviment de les dones otomanes. Va crear diverses organitzacions de caritat per ajudar les dones. Sempre va lluitar pels drets de la dona i es va convertir en un membre del Comitè progressiva d'Unió i Progrés i més tard, del Partit Demòcrata otomà.
En 1920, va ser nomenada membre de la junta de govern de l'Associació de la Premsa de Turquia, anomenada anteriorment Associació de premsa otomana.